# Соловьёв, Виктор Степанович (философ)
Ви́ктор Степа́нович Соловьёв (19 мая 1934, Большая Вочерма, Мари-Турекский район, Марийская автономная область, Горьковский край, РСФСР, СССР) ― марийский советский и российский учёный-философ, доктор философских наук, профессор, партийный и общественный деятель. Заслуженный деятель науки Марийской АССР (1984). Лауреат Государственной премии Республики Марий Эл (2011). Действительный член Академии социальных наук России (1994). Член КПСС.

## Биография
Родился 19 мая 1934 года в деревне Большая Вочерма ныне Мари-Турекского района Марий Эл в семье педагогов.
В 1951 году окончил Мари-Турекскую среднюю школу, в 1955 году ― историко-филологический факультет Марийского педагогического института имени Н. К. Крупской.
По окончании института работал учителем русского языка и литературы в Мари-Турекской средней школе.
В 1955―1957 годах служил в рядах Советской армии.
После демобилизации вернулся на работу в Мари-Турекскую среднюю школу, затем, в 1957―1959 годах ― завуч Алексеевской школы Мари-Турекского района Марийской АССР.
С 1959 года ― заведующий лекторской группой Марийского обкома ВЛКСМ, с 1962 года ― заместитель редактора газеты «Молодой коммунист». В 1964―1968 годах ― лектор, инструктор Марийского обкома КПСС.    
В 1971 году окончил Академию общественных наук при ЦК КПСС, кандидат философских наук (1971). В 1971―1990 годах ― лектор, руководитель лекторской группы Марийского обкома КПСС, по совместительству ― научный сотрудник МарНИИЯЛИ, инициатор создания и первый заведующий отделом социологии.
В 1990―1991 годах ― консультант отдела национальной политики ЦК КПСС. С 1991 года ― заведующий сектором национальной политики секретариата Верховного Совета Марийской АССР. С 1992 года ― руководитель службы государственного секретаря Марий Эл, в 1993―1997 годах ― советник Президента Республики Марий Эл.
С 1988 года ― доктор философских наук, с 2001 года ― профессор кафедры философии и политологии Марийского государственного университета, Марийского филиала Московского открытого социального университета.
В настоящее время проживает в г. Йошкар-Оле Марий Эл.  

## Научная и общественная деятельность
В 1971 году защитил кандидатскую диссертацию на тему «Атеизм и духовное развитие личности», кандидат философских наук. В 1988 году, успешно защитив докторскую диссертацию «Научный атеизм и формирование нового человека», получил звание доктора философских наук.
Является автором свыше 400 научных трудов и учебно-методических работ. Сферы научных интересов ― научный атеизм, национальные отношения. В частности, известны его монографии «Социологические исследования — в практику идеологической работы» (1976), «Марийская АССР в братской семье советских народов» (1982), «По пути духовного прогресса» (1987), «Многонациональность — наше богатство» (1991). Является автором-составителем сборника марийского юмора «Манеш-манеш» — «Были-небылицы» (1975, 2007).
С 2001 года на юридическом факультете Марийского государственного университета преподавал учебные дисциплины: «Религиоведение», «Правовое регулирование национальных отношений», «Правовое регулирование государственно-церковных отношений», «Этика государственной и муниципальной службы».
Является заместителем главного редактора Марийского юридического вестника «Государство и право: актуальные вопросы истории и современности». С 1994 года ― член редколлегии журнала «Финно-угроведение». В 1991―2012 годах ― заместитель ответственного редактора республиканский серий «Книга Памяти» и «Они защищали Родину» в 49 томах, а также документальных очерков «История сёл и деревень Республики Марий Эл. Мари-Турекский район».
Член Президиума Республиканского общества «Знание». Является членом Правительственной комиссии по реализации Концепции государственной национальной политики Республики Марий Эл, совета по взаимодействию с религиозными объединениями при Главе Республике Марий Эл. С 1994 года является действительным членом Академии социальных наук России.
По его инициативе и под его патронажем в 1960 году в Марийской АССР возрождён национальный праздник «Пеледыш пайрем». В 2009―2017 годах ― председатель Мари-Турекского землячества в Йошкар-Оле.
В 1984 ему присвоено почётное звание «Заслуженный деятель науки Марийской АССР». С 1994 года является действительным членом Академии социальных наук России. Награждён медалями и почётными грамотами. В 2011 году за участие в составлении книги «Они ковали Победу» присуждена Государственная премия Марий Эл. 

## Признание
- Заслуженный деятель науки Марийской АССР (1984)[1]
- Медаль «За трудовую доблесть» (1976)[3]
- Медаль «За отвагу на пожаре» (СССР) (1972)[3]
- Юбилейная медаль «За доблестный труд. В ознаменование 100-летия со дня рождения Владимира Ильича Ленина» (1970)[1]
- Государственная премия Республики Марий Эл (2011)[1]
- Почётная грамота Республики Марий Эл (1994)[1]